# Stacy Mac Gaugh
Stacy S. McGaugh, né le 11 janvier 1964, est un astronome américain et professeur d'astronomie à l'université du Maryland à College Park de Maryland. Ses spécialités sont sur les galaxies à faible brillance de surface, la formation des galaxies et l'évolution, les tests de la matière noire et des hypothèses alternatives, et des mesures de paramètres cosmologiques.

## Biographie
Stacy McGaugh était un étudiant de premier cycle au MIT et un étudiant diplômé à l'université du Michigan. Il a occupé des postes post-doctoraux à l'université de Cambridge, de la Carnegie Institution de Washington, et l'université Rutgers avant de venir à l'université du Maryland en 1998.

## Sa découverte: étendre la Loi de Tully-Fisher aux nébuleuses diffuses
En 1977, la loi de Tully-Fisher est établie empiriquement pour les galaxies spirales : la masse globale d'une galaxie de ce type semble toujours proportionnelle à la vitesse des étoiles qu'elle contient, à la puissance 4.
En observant 47 galaxies, Stacy McGaugh a étendu cette loi aux nébuleuses diffuses. Ces résultats ont été publiés en 2011.
Le problème est que cette loi ne cadre pas avec l'existence de la matière noire postulée depuis 1930. La théorie MOND est une théorie concurrente de celle de la matière noire ; les observations de Stacy Mac Gaugh pourraient prouver la théorie MOND.